# 參孫
參孫（羅馬化：Shimshōn），又譯桑松、三松，是《聖經·士師記》中描述的一位士師，也是在以色列成爲王國之前的士師之一。根據聖經描述，參孫是拿细耳人，其巨大的力量讓他能夠做出超乎常人的壯舉，例如徒手撕裂獅子和用驢腮骨擊殺一千人。上帝吩咐參孫不可以剃掉長髮，若是剃掉，他就會喪失力氣。
非利士人的首領讓參孫的情人大利拉打探參孫爲何有超乎常人的力氣。大利拉在知道真相後，叫人剃了他的頭髮，使他失去了力氣，隨後便被非利士人拿住，剜了眼睛，被迫在加沙城裏推磨。然而，他的頭髮被剃之後，又漸漸長起來。非利士人將他帶到大袞的廟裏後，參孫請求靠在托房的柱子上，隨即向上帝求力量，折斷了兩根柱子，壓住非利士人首領和房內的衆人。參孫自己也因此而死，後來葬在瑣拉和以實陶中間。
參孫一直都是猶太教、基督教和伊斯蘭教釋經者的研究對象。參孫的事蹟與其他文明的神話或民間英雄故事有相似之處，也因此被部分學者視爲那些傳說的以色列版本。在近代文藝作品中，參孫在歐洲藝術和傳統中均有重要地位；约翰·弥尔顿的案头戏《Samson Agonistes》和塞西爾·德米爾的荷里活電影《霸王妖姬》均是描繪參孫的例子。

## 聖經描述

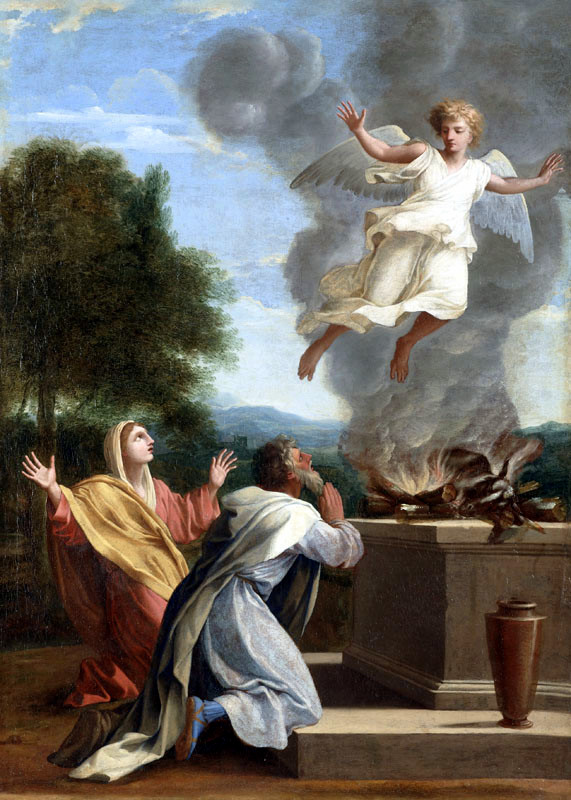
Eustache Le Sueur《瑪挪亞的祭品》（The Sacrifice of Manoah，1640年–1650年）

根據《聖經·士師記》，參孫生活於以色列人和非利士人反覆發生衝突、以色列人被耶和華「交在非利士人手中」的時代。他的父親瑪挪亞來自但支派，他的妻子向來不孕不育。耶和華的使者向瑪挪亞的妻子顯現，預言她將會懷孕，生下的兒子將會自出生起成爲拿细耳人，並拯救以色列人脫離非利士人的手。使者又指示她不可喝酒，不可吃任何不潔之物，也不可用剃頭刀剃兒子的頭。後來她生下一個兒子，取名爲參孫，並按拿细耳人的律例撫養成人。
在參孫年少時，他到了亭拿，愛上了一名當地的非利士女子。儘管參孫的父母因她並不是以色列人而反對，參孫依然說服了他的父母隨他到亭拿，去了那位非利士女子的家中。路途中，他遇見一隻獅子向他吼叫，便在耶和華的靈「大大感動」之下像撕裂山羊羔一樣將牠撕裂。他這樣做之後，並沒有告訴父母。在他再一次去亭拿娶她的路途上，他看見那隻死獅子的屍體內有一羣蜜蜂和蜜糖；他吃了一些，也給他父母吃了一些，但沒有告訴他們蜂蜜的來歷。
在婚宴上，參孫根據他遇見獅子的經歷向三十個陪伴他的非利士人出了一道謎語。若他們能猜出意思，參孫便會給他們三十件裏衣和三十套衣裳；但若不然，則是那三十個人要將三十件裏衣和三十套衣裳送給參孫。那三十個人威脅參孫的新娘，要她去哄骗參孫說出答案，她便去苦苦哀求參孫說出答案，並把答案告訴了那三十個人。參孫隨後在耶和華的靈「大大感動」之下去了亞實基倫，擊殺了三十個人，奪取了他們的衣裳，並將那些衣裳送給那三十個陪伴他的非利士人。
一段時間之後，參孫回到亭拿探望妻子，被他的岳父拒絕，並提議他娶原來妻子的妹妹爲妻，他便去燒了非利士人的禾稼:CNV。非利士人知道參孫這麼做的緣由後，便燒死了參孫的妻子和岳父。爲了復仇，參孫殺死了許多非利士人，然後躲在以坦磐的洞穴中。參孫正要被下到以坦磐的三千猶大人交與非利士人時，他掙脫繩子，並用一塊未乾的驢腮骨殺了一千人。
參孫後來在梭烈谷愛上了大利拉。非利士人的首領讓大利拉探查參孫大力氣背後的祕密，好使他們能俘虏和傷害參孫。參孫欺騙大利拉，先後聲稱「用七條未乾的青繩子捆綁他」、「用新繩子捆綁他」和「將他的髮綹與緯線同織」可以讓他失去力量，大利拉也如此行，每次參孫都能輕易脫身。大利拉天天催逼參孫，使得參孫十分煩悶，便將真相告訴了她；她便讓人剃了他頭上的七條髮綹，使參孫失去力氣。非利士人便拿住他，剜了他的眼睛，又逼迫他在加沙的監獄裏推磨。
參孫的頭髮被剃之後，又漸漸長起來。一天，非利士人的首領聚集，在大袞神的廟中向祂獻祭，並慶祝他們俘獲了敵人。他們正宴樂的時候，叫來了參孫，讓他站在兩柱中間，在衆人面前戲耍。參孫請求靠在托住廟宇的柱子上，隨即向上帝求力量，用雙手破壞了廟的柱子，壓住首領和廟內的衆人，他也因此而死。因此，參孫死時所殺的人，比活着所殺的還多:CUV, NIV。
他死後，參孫的衆弟兄和他父親的全家取了他的屍首，葬在瑣拉和以實陶中間，也就是他父親瑪挪亞的墳墓裏。參孫作以色列的士師二十年:CNV。

## 解讀

### 名字
多個來自不同觀點的來源認爲參孫的名字和太陽有所關聯。拉比文學的描述和部分比较神话学家認爲參孫之名來自（直译：「太陽」）:10a:8。拉比Yochanan b. Napacha認爲參孫之名也是神的名字，因爲「耶和華神是日頭，是盾牌」（《詩篇》84篇11節）:10a:8。傳統上，這個名字被理解爲「像太陽」或「陽光」。
《Dictionary of Deities and Demons in the Bible》的作者認爲參孫的意思是「太陽之人」（英語：man of the sun），即古以色列中一位擁有超自然的能力以及作出許多神奇壯舉的傳奇英雄。Susan Niditch則認爲參孫的名字是「太陽之子」（英語：Sun Child），且認爲參孫的母親有賦予參孫名字和塑造參孫的權能。

### 拉比文學

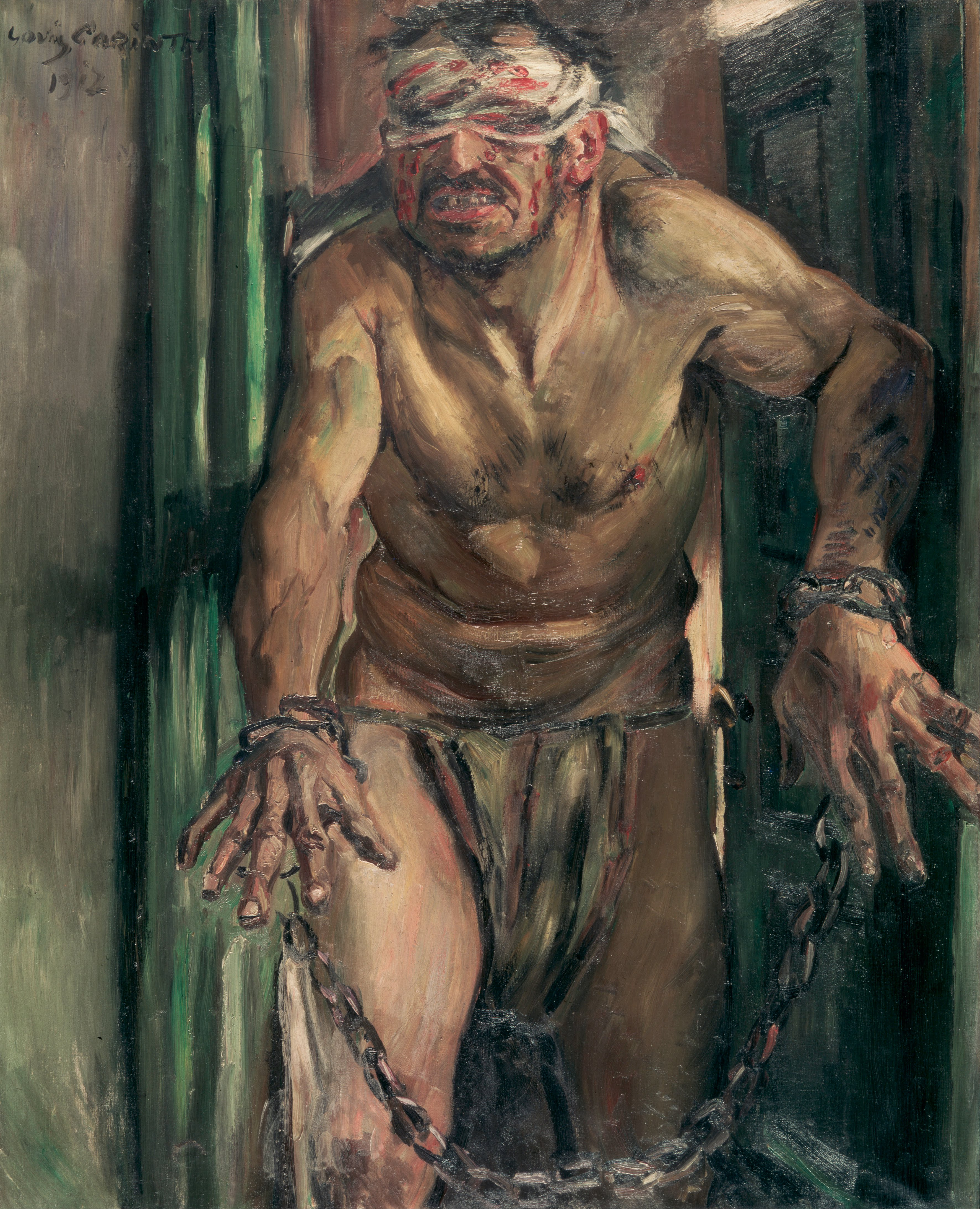
Lovis Corinth《看不見的參孫》（The Blinded Samson，1912年）

根據拉比文學的描述，參孫和撒母耳記上12章11節提到的比但是同一人。根據撒母耳記上的描述，比但曾經救以色列人脫離四圍仇敵的手:12:11。參孫像上帝保護和審判以色列人一樣保護和審判他那個時代的人，其力量來自上帝。
參孫的肩膀寬六十厄爾，然而也有拉比認爲這描述指的是他的肩膀能承受六十厄爾寬的東西的重量:10a:4。參孫的雙腿是瘸的:10a:9，但當耶和華的靈臨到他時，他便能邁出從瑣拉到以實陶的一大步；他頭上的毛髮也會豎立起來，互相碰撞，直到很遠都能聽到碰撞聲:8:2。參孫的力量奇大無比，乃至可以舉起兩座山，像兩塊泥土一樣揉在一起；然而他如同歌利亞一樣的超人力量，也爲他帶來了悲哀的結局。
參孫的放蕩一面能和暗嫩和心利相提並論，後兩者曾因他們的罪被耶和華懲罰，而參孫的眼睛則因他常常「听从它們」而被挖下。
在他爲以色列士師的二十年間，哪怕只是最小的服務，參孫也從未要求以色列人爲他行，就像上帝一樣。參孫也虔誠的避免妄稱神的名；因此，當他告訴大利拉他是拿细耳人時，大利拉立刻就知道他說了實話。參孫推倒大袞神的廟時，神廟建築向後倒下，沒有壓到參孫，使參孫的家人得以尋回他的遺體，並歸葬於他父親的墓中。
在拉比時期，有些人曾否認參孫是真實存在過的歷史人物，並認爲他是純粹存在於神話的人物。編寫《塔木德》的拉比視此爲異端思想，並嘗試駁斥此說；該名拉比在《塔木德》中給出了參孫母親的名稱，並指出他有一名名叫的姊妹:91a:15。

### 基督教解讀

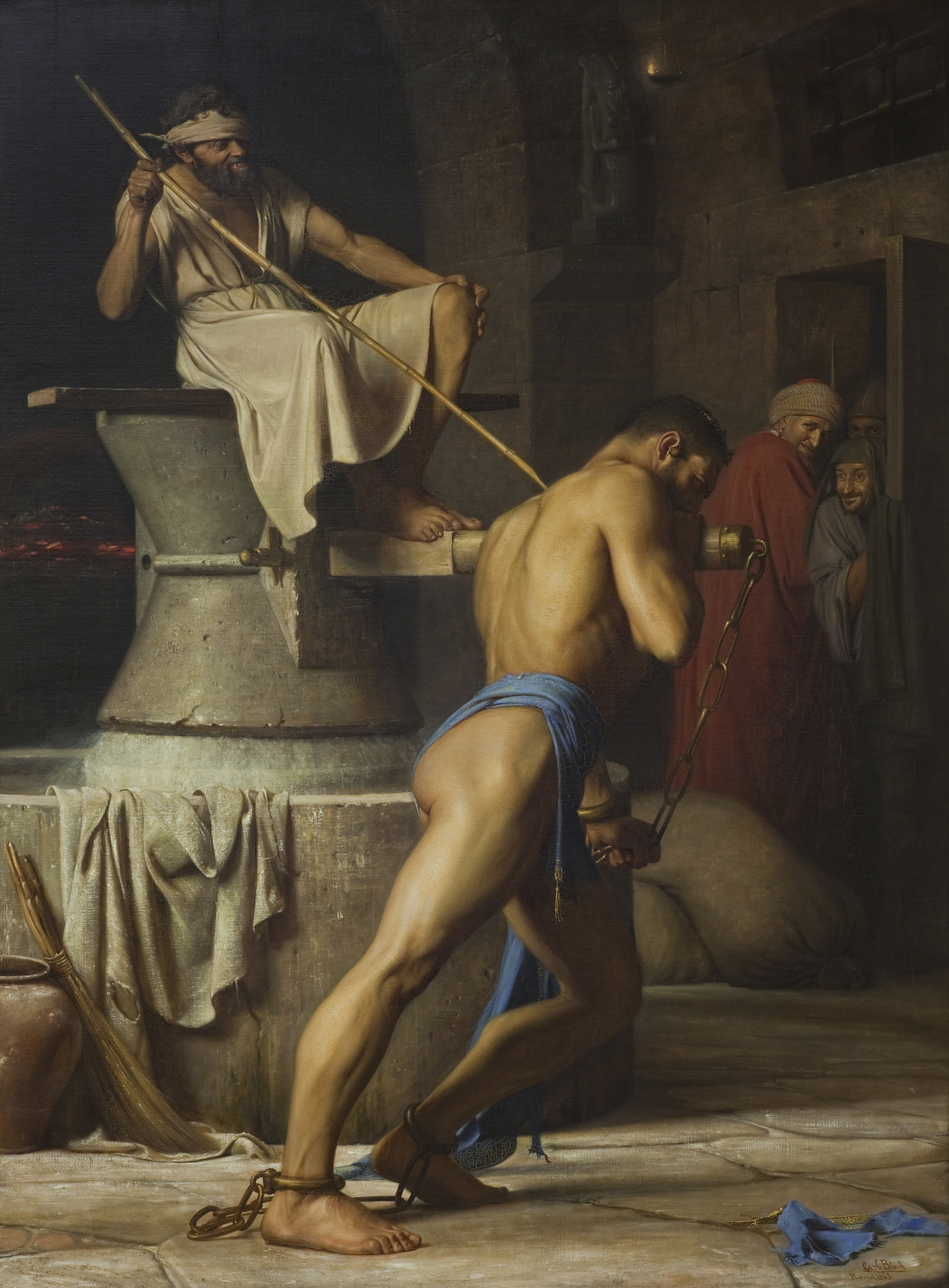
Carl Bloch《推磨的參孫》（Samson in the Treadmill，1863年）

基督教中也不乏對參孫故事的解釋。聖經《希伯來書》中，作者曾讚揚參孫的信心:11:32-34。約瑟夫斯和Pseudo-Philo描述大利拉爲一名非利士妓女，並認爲「男人應該避免和異教徒結婚，以免他背叛而非愛他的配偶。」Caesarius of Arles將參孫的死解讀爲耶穌被釘十字架的预表，並認爲「參孫向兩根柱子伸出雙手，就如同耶穌的雙手在十字架上一樣。」他也將大利拉和試探耶穌的撒旦相類比。
近代的基督教釋經者根據參孫的故事與耶穌生平的相似性，將參孫視爲彌賽亞的预表。參孫由不孕不育的女人所生，耶穌由童貞女而生；兩者的出生均有天使預言，且均被預言要拯救他們的族人。參孫擊敗了獅子，耶穌則擊敗了「如同吼叫的獅子，徧地遊行，尋找可吞喫的人」（彼得前書 5:8）的撒旦。參孫被背叛的故事也和耶穌被加略人猶大出賣相提並論，兩者均因出賣別人而獲得銀子作爲報酬。Ebenezer Cobham Brewer指出參孫「被弄瞎、被羞辱、且被奴役，最後和惡人同死」，而耶穌「在釘十字架之前被蒙眼、被羞辱、且如同奴隸般被對待，最後死在兩個強盜中間」。

### 伊斯蘭文獻
《古兰经》和可信的聖訓中從未提及參孫，但有些非經典古蘭經詮釋著作和學術傳統（尤其是太甫绥鲁中）提到參孫（阿拉伯語：شمشون，Shamshû̅n）。有一類經注被稱為眾先知的故事，除了《古蘭經》裡提及的先知，這類經注還會敘述其他人物，其中包括了參孫。
最早提到參孫的穆斯林文獻是葉耳孤比的《伊本·瓦迪哈的歷史》（Ta’rīkh ibn Wāḍiḥ），當中簡略提及參孫統治了以色列20年。穆斯林史學家伊本·伊斯哈格的著作《創世之書》（Kitab al-Mubtada'）提到他的故事。故事並沒有提及他生活的年代和地點，僅提到他受到女人的引誘。故事亦沒有指明這個女人的身分，僅指出她的行為與犯下罪行的夏娃相似。參孫悔恨不已，並求助於真主，最終克服了罪惡和戰勝了敵人。伊斯哈格認為此事發生在三天使警世之後、聖喬治屠龍之前。另一位學者塔巴里在《歷代先知與帝王史》亦敘述了參孫的故事，並指出故事是先後由伊本·侯邁德、薩拉馬、伊本·伊斯哈格、穆吉拉·阿比·拉比和穆納比·亞馬尼轉述的。
據聖伴阿卜杜拉·本·阿拔斯所述，先知穆罕默德從天使加百列口中得知古時有一位名叫參孫的英雄為穆斯林戰鬥了一千個月。經注學家阿布·伊斯哈格·薩拉比則提到有人轉述穆罕默德曾經提及以色列人當中有一人身穿盔甲為真主戰鬥了一千個月。《古蘭經》裡的一段經文提到：「我在那高貴的夜間確已降示它，你怎能知道那高貴的夜間是什麼？那高貴的夜間，勝過一千個月」，學者孟希·謝赫·薩達爾稱此段經文暗指了參孫的奮鬥，經文的意思是指在貴夜徹夜禮拜的功德勝過戰鬥一千個月。
研究伊斯蘭教的學者安德魯·里平認為，中世紀的穆斯林學者把參孫渲染成畢生都在為實現真主的意志而奮鬥的神秘英雄，強調他是一位對抗不信者的先知。參孫被視為是發動自殺式襲擊的始祖，但學者阿卜杜勒·哈基姆·穆拉德認為，由於經文沒有記載參孫，自殺式炸彈襲擊不符合《古蘭經》的價值觀。

### 學術界

#### 與其他宗教和神話人物的比較

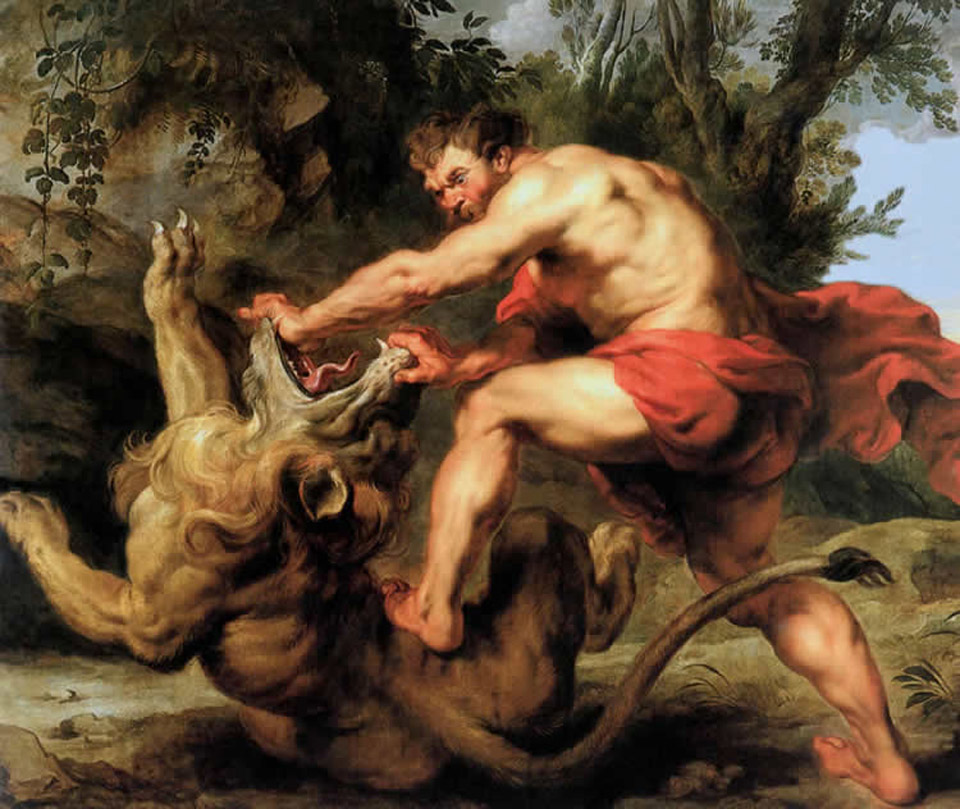
彼得·鲁本斯《參孫殺死獅子》（Samson Slaying the Lion，1628年）

一些學者認爲參孫是人格化的太陽神明，是傳入希伯來宗教文化的希臘半神，或是典型的民間英雄:5-6。
十九世紀末至二十世紀初，有些比较神话学家認爲參孫的故事建基於關於太陽的神話，或是對太陽現象的人格化:6。他們認爲參孫的頭髮代表太陽的光線:7，是增長和豐盛的意象，和四季更替有關。學者也指出參孫故事發生的地點是Beth Smemesh，其名意爲「太陽之殿」:7。他們認爲大利拉代表月亮神明:7，其名字出自希伯來文，意即「黑夜」。批評者認爲這個說法建基於具想象性但牽強的影射，並不足以證明參孫的故事就是太陽神話:7。
有些學者認爲參孫是赫拉克勒斯故事的變體。在傳說中，參孫和赫拉克勒斯均徒手殺死過獅子（後者殺死的是狮子）:10，在非常口渴的時候喝過石頭裏面出來的水，也曾拆掉城門。參孫和赫拉克勒斯都被女人背叛過，分別是大利拉和德伊阿妮拉。參孫推倒柱子的行爲被認爲和赫拉克勒斯豎立柱子的行爲類似:11。批評者指出這個說法忽略了赫拉克勒斯傳說在聖經中的其他可能版本，例如曾用趕牛的棍子打死六百非利士人的珊迦:9-10。

#### 傳統觀點
與上述觀點相反，George Albert Cooke認爲將參孫和太陽神話聯繫在一起的說法只是「人為的巧思」，認爲上述觀點中聲稱的相似之處值得懷疑。Joan Comay認爲聖經中參孫的故事在時間和地點上都非常具體，因此認爲參孫毋庸置疑的是真實存在的人物。

#### 宗教和道德意義的存在與否
James King West認爲當時非利士人和希伯來人僅有個人之間的衝突，並認爲參孫的故事「完全沒有宗教和道德的基调」。與之相反，以色列《国土报》的編者Elon Gilad認爲參孫的故事是對和外族通婚的警告，強調參孫的行爲爲他帶來壞結局，但也指出路得記存在一個正面例子，認爲申命記的律例並未完全禁止通婚。

#### 自殺式恐怖襲擊者
部分學者認爲參孫是一名被描繪成英雄的自殺式恐怖襲擊者，並將參孫的行爲和九一一襲擊事件中的恐怖襲擊者比較，指出兩者均殺死了無辜的人，且該等行爲同樣在自己的觀點中有着道德上的正當性。

## 考古
2012年，的考古學家在Tel Beit Shemesh中公元前十一世紀（即以色列王國之前、士師時代期間）的考古層中發掘出了一枚印章。Tel Beit Shemesh位於瑣拉和以實陶中間，即聖經描述參孫出生和被埋葬的地方，也是當時迦南人、非利士人和以色列人疆界的交界處。該印章直徑約1.5公分，其上刻有一名人類在一隻大型動物旁邊的畫像。有學者認爲這枚印章上記載着參孫與獅子爭戰的故事，但負責該次考古的學者則認爲這枚印章所在的地點和年代表示當時曾有一則英雄和獅子爭戰的故事流傳，後來該故事被寫進聖經中，並被刻在印章上。印章上的人並沒有武器，和士師記中參孫的形象吻合。

## 文化影響
1671年，约翰·弥尔顿出版了案头戏《Samson Agonistes》。Preserved Smith認爲《Samson Agonistes》是對英國清教徒垮臺的託寓——瞎眼和被囚禁的參孫代表弥尔顿本人，「被揀選的人」代表清教徒，而非利士人則代表保皇派。弥尔顿將聖經的描述和古希腊悲剧的元素糅合進戲劇中。參孫被描繪成一位英雄，其暴力行爲因他以正義之名作出而被正當化；大利拉則被描繪成一位不知悔改但令人同情的欺騙者。作者在劇中也表現出對男尊女卑思想的贊同。
1735年，格奥尔格·弗里德里希·亨德尔創作了神劇《參孫》，並由Newburgh Hamilton編寫劇本。創作劇本時，Newburgh Hamilton多使用弥尔顿的創作而非聖經的描述。神劇的一大部分講述參孫在監牢裏的故事，大利拉僅在第二部分中出現並連續唱出兩首詠嘆調。1877年，卡米爾·聖桑創作了歌劇《參孫與大利拉》，並由Ferdinand Lemaire編劇。在這部歌劇中，聖桑將大利拉描繪成一名冷漠和工於心計的致命女郎。George Aichele認爲聖桑的描繪塑造了現代人對大利拉的印象，其影響更甚於聖經的描述。2002年，蕾吉娜·史派克特在她的独立流行樂曲《參孫》中重新講述了參孫和大利拉的故事。
1950年，由塞西爾·德米爾執導的的電影《霸王妖姬》獲得了$1.1千萬的票房，成爲當年利潤最高的電影。這部電影獲得了奥斯卡金像奖中的最佳艺术指导奖和最佳服装设计奖，也獲得了攝影、原创音乐和視覺效果方面的提名。電影中的參孫被美國《綜藝》雜誌形容爲「英俊但愚蠢的肌肉大塊頭」。
由於俄羅斯在波爾塔瓦戰役中戰勝了瑞典，而當天正是款待者參孫的瞻禮日，參孫常常出現在俄羅斯的藝術中。俄羅斯人將彼得大帝類比做參孫，將瑞典類比作被撕裂的獅子。1735年，弗朗切斯科·巴尔托洛梅奥·拉斯特雷利創作的參孫和獅子搏鬥的銅像被豎立在彼得霍夫宮的噴泉中央。
參孫是奧地利塔姆斯韦格县的象徵。當地十條村莊和西北部的兩條村莊每年都會舉行紀念參孫的遊行。在遊行中，一名當地的年輕單身漢會扛著一個巨大的木頭或鋁製參孫人偶。這個傳統在1635年已經有描述，並於2010年入選聯合國非物質文化遺產。
2023年，光榮特庫摩遊戲和Aniplex發行了動作角色扮演遊戲《Fate/Samurai Remnant》，當中名爲「無主Berserker」的角色包含長髮、肌肉發達和好戰的設計元素，使愛好者認為其原型就是參孫。

## 腳註
1. ↑  一說拿细耳人不可吃的食物[5]:9b:19
2. ↑  一說他們的家[4]，或兩者皆是[6]

### 《聖經·士師記》
1. 1 2  13章24節
2. ↑  13章1節
3. ↑  13章2節
4. ↑  13章5-7節
5. ↑  14章1-5節
6. ↑  14章5-6節
7. ↑  14章8-9節
8. ↑  14章11-14節
9. ↑  14章16-17節
10. ↑  14章19節
11. ↑  15章1-2節
12. ↑  15章4-5節
13. ↑  15章6節
14. ↑  15章7-16節
15. ↑  16章4-15節
16. ↑  16章16-19節
17. ↑  16章23-30節
18. ↑  16章31節
19. ↑  3章31節

### 文獻
1. 1 2 3  陈至立; 巢峰. . . 上海: 上海辞书出版社.   [2025-03-13].
2. ↑  . .   [2025-02-05] （中文（繁體））.
3. ↑  Rogerson, John W. . London: Thames & Hudson. 1999: 58. ISBN 0500050953 （英语）.
4. 1 2 3 4 5 6 7 8 9 10 11 12 13 14 15 16 17 18   此條目包含現處於公共領域的出版物中的內容：Singer, Isidore;  et al (编). . . New York: Funk & Wagnalls Company. 1901–1906.
5. 1 2 3 4  .   [2025-01-30]. （原始内容存档于2025-01-05） （希伯来语及英语）.
6. 1 2 3 4 5 6 7 8 9 10 11 12 13  Comay, Joan; Brownrigg, Ronald. . New York: Wing Books. 1993: Old Testament, 327–332. ISBN 0-517-32170-X.
7. 1 2 3 4 5  Rogerson, John W. . London: Thames & Hudson. 1999: 59. ISBN 0500050953 （英语）.
8. ↑  Rogerson, John W. . London: Thames & Hudson. 1999: 61. ISBN 0500050953 （英语）.
9. ↑  Porter, J. R. . New York: Barnes & Noble Books. 2000: 75. ISBN 0760722781.
10. ↑  . biblehub.com.   [2025-03-17]. （原始内容存档于2025-02-07） （英语）.
11. 1 2  Jastrow, Morris. . Boston: Ginn & Company. 1898 （英语）.
12. ↑  . biblehub.com.   [2025-03-17]. （原始内容存档于2025-03-18） （英语）.
13. 1 2 3  Van der Toorn, Karel; Pecking, Tom; van der Horst, Peter Willem. . Grand Rapids, Michigan: William B. Eerdmans. 1999: 404. ISBN 978-0802824912 （英语）.
14. ↑  Niditch, Susan. . The Catholic Biblical Quarterly. 1990, 52 (4)  [2025-03-17]. ISSN 0008-7912. （原始内容存档于2023-04-11） （英语）.
15. ↑   . 维基文库.
16. ↑  .   [2025-02-08]. （原始内容存档于2025-02-08） （希伯来语）.
17. ↑  .   [2025-02-08]. （原始内容存档于2025-02-12） （希伯来语）.
18. ↑  .   [2025-02-15]. （原始内容存档于2024-11-30） （希伯来语及英语）.
19. ↑   . 维基文库 （中文）.
20. ↑  Newsome, Carol Ann; Ringe, Sharon H.; Lapsley, Jacqueline E. (编).  3rd. Louisville, Kentucky: Westminster John Knox Press. 2012: 139 [1992]. ISBN 978-0664237073 （英语）.
21. ↑  Thomson, Edward. . Hatchard & Son. 1838: 299–300. ISBN 978-0244031282 （英语）.
22. ↑  Beasley, Bob. . Living Stone Books. 2007-11-15: 110  [2025-02-16]. ISBN 9780979973147 （英语）.
23. ↑  Lynn G, S. . Xulon Press. 2008: 46. ISBN 978-1606473917 （英语）.
24. ↑  Brewer, Ebenezer Cobham. . Trinity Hall, Cambridge: 190. 1858 （英语）.
25. ↑  . islamweb.net. 2017  [2024-08-04]. （原始内容存档于2025-02-16） （英语）.
26. ↑  Ammi Nur Baits. . konsultasisyariah.com. Yufid Network. 2015  [2024-08-04] （印度尼西亚语）.
27. ↑  Noegel, Scott B.; Wheeler, Brannon M. . Scarecrow Press. 2002: 229. ISBN 1461718953 （英语）.
28. ↑  Eynikel, Erik. . Brill. 2014: 145. ISBN 9004262369 （英语）.
29. ↑  Newby, Gordon Darnell. . Columbia, S.C: University of South Carolina Press. 1989: 229. ISBN 1643364138 （英语）.
30. ↑  Safa, Reza F. . Creation House. 1996: 71. ISBN 0884194167 （英语）.
31. ↑  Tabaråi. . SUNY Press. 1987: 171-172. ISBN 0791400417 （英语）.
32. ↑  Li, Shujiang; Luckert, Karl W. . State University of New York Press. 1994: 88-89. ISBN 0791418235 （英语）.
33. ↑  Brinner, William M.; Thalabi, Ahmad Ibn Muhammad. . Brill Academic Publishers. 2002: 726. ISBN 1280466804 （英语）.
34. ↑  Sardār, Munshī Shaikh. . George Redway. 1886: 386. OCLC 3123322 （英语）.
35. ↑  Scham, Sandra. . Routledge. 2018: 107. ISBN 9780415788397 （英语）.
36. ↑  Milton-Edwards, Beverley. . Palgrave Macmillan UK. 2006: 168-169. ISBN 0230625576 （英语）.
37. ↑  Rippin, Andrew. . Bulletin of the School of Oriental and African Studies. 2008, 71 (2): 239-253. doi:10.1017/S0041977X08000529 （英语）.
38. 1 2 3 4 5 6 7 8 9  Mobley, Gregory. . New York and London: T & T Clark. 2006. ISBN 978-0567028426 （英语）.
39. ↑  Burney, Charles Fox. . London: Rivingtons. 1918 （英语）.
40. ↑  Goldziher, Ignác. . Robarts - University of Toronto. London : Longmans. 1877. OCLC 1049886877 （英语）.
41. ↑  Freedman, David Noel (编). . William B. Eerdmans Publishing Co.: 336（Delilah）. 2000. ISBN 0802824005 （英语）.
42. ↑  Wajdenbaum, P. . New York and London: Routledge. 2014: 223–227. ISBN 978-1845539245 （英语）.
43. ↑  Margalith, Othniel. . Vetus Testamentum. 1987-01-01, 37 (1-4)  [2025-03-12]. ISSN 0042-4935. doi:10.1163/156853387X00077. （原始内容存档于2024-07-13） （英语）.
44. ↑  Cooke, George Albert. . Cambridge: Cambridge University Press. 1913: 129–130 （英语）.
45. ↑  West, James King. . New York: MacMillan Company. 1971: 183 （英语）.
46. ↑  Gilad, Elon. . 国土报. 2014-06-04  [2017-10-30] （英语）.
47. ↑  Wicker, Brian. . New Blackfriars. 2003, 84 (983): 42–60. ISSN 0028-4289. JSTOR 43250680. doi:10.1111/j.1741-2005.2003.tb06486.x （英语）.
48. ↑  Drury, Shadia. . Arab Studies Quarterly. 2003, 25 (1/2): 1–12. ISSN 0271-3519. JSTOR 41858434 （英语）.
49. ↑  Hasson, Nir. . Haaretz. 2012-07-30  [2025-02-27]. （原始内容存档于2013-11-16） （英语）.
50. ↑  . ScienceDaily.   [2025-02-27]. （原始内容存档于2023-04-18） （英语）.
51. 1 2  Wiener, Noah. . Biblical Archaeology Society（英语：Biblical Archaeology Society） (BAS). 2012-07-30  [2025-02-27] （英语）.
52. ↑  Achinstein, Sharon, Corns, Thomas N. , 编, , Wiley: 411-412, 2003-01  [2025-03-20], ISBN 978-0-631-21408-3, doi:10.1002/9780470998632.ch25, （原始内容存档于2025-03-20） （英语）
53. ↑  Smith, Preserved. . Cambridge: University Press. 1930: 387. ISBN 978-1108074643 （英语）.
54. ↑  Teskey, Gordon. . Cambridge, Massachusetts: Harvard University Press. 2006: 144. ISBN 978-0674010697.
55. ↑  Lieb, Michael. . London: Cornell University Press. 1994. ISBN 978-0801429033 （英语）.
56. ↑  Guillory, John. . Ferguson, Margaret; Quilligan, Maurren; Vickers, Nancy  (编). . Chicago: University of Chicago Press. 1986. ISBN 978-0226243146 （英语）.
57. ↑  Leneman, Helen. . Aichele, George  (编). . Sheffield Academic Press. 2000: 153. ISBN 184127075X （英语）.
58. ↑  Alessandra, Rincón. . Billboard. 2018-08-07  [2023-01-04]. （原始内容存档于2025-03-01） （英语）.
59. ↑  McKay, James. . McFarland & Company. 2013: 76. ISBN 978-0786449705.
60. ↑  Barton, Ruth. . Lexington: University Press of Kentucky. 2010: 174. ISBN 978-0813126104 （英语）.
61. ↑  Variety staff. . Variety. 1949-12-31  [2025-03-12]. （原始内容存档于2025-03-01） （英语）.
62. ↑  Wortman, Richard S. . Princeton, New Jersey: Princeton University Press. 2006: 25–26. ISBN 978-0691123745 （英语）.
63. ↑  . lungau.at. Saliburger Lungau.   [2017-10-28]. （原始内容存档于2020-04-06） （英语）.
64. ↑  . Immaterielles Kulturerbe in Österreich. （原始内容存档于2015-12-22） （德语）.
65. ↑  . ファミ通.com.   [2025-03-12] （日语）.
66. ↑  . Characters | Fate/Samurai Remnant.   [2025-03-12]. （原始内容存档于2024-02-13） （中文（繁體））.
67. ↑  Taguiam, Rhenn. . Game Rant. 2023-08-02  [2025-03-12] （英语）.

## 外部連結
- 维基共享资源上的相關多媒體資源：參孫